# Espada de Sant Martí
La Espada de Sant Martí del siglo XIII y perteneciente a los condes de Barcelona es la única de las espadas de virtud catalanas que se sabe como es exactamente, ya que se encuentra en el Musée de l'Armée de París .

## Historia
Es citada en el testamento de Pedro el Ceremonioso de 1370 junto con Tizona . Nos dice que estaban en la Armería Real . A partir de este fragmento, se llegó a la conclusión de que la espada de San Martín y la Espada Vilardell son la misma, pero Martín de Riquer afirma que son diferentes.

... et quinque enses quorum unus vocatur Sancti Martini alius de Vilardello alius Tison...

A pesar de que hay algunas versiones que dicen que la llevó el rey Martín el Humano el día de su coronación en Zaragoza, es dudoso, ya que son muchas más las crónicas que dicen que la espada utilizada en esa ceremonia provenía en realidad de Palermo y era la de Constantino. A la muerte de Martín I de Aragón, la espada quedó en manos de Margarita de Prades, su viuda, y, al morir, sus bienes fueron subastados. La espada fue adquirida por Bernart Savila, que la entregó a la cofradía de algodoneros de Barcelona . Fue descrita en un breve artículo en 1889 por F. Barado, siendo el primero que afirmó que la llevó el rey Martín el Humano en su coronación. En 1899 pasó a Francia .
El historiador y archivero real, Pere Miquel Carbonell, explica en su "Chronica de Espanya" (manuscrito de 1495 y edición póstuma de 1547) que esta espada, según se encuentra escrito en escrituras antiguas, vino de la mano del Conde de Barcelona llamado Ramón Berenguer III el Grande,  y que pasó de mano en mano por todos sus sucesores hasta Martí el Humano. También explica que según la tradición, con esta espada Ramón Berenguer III tuvo un combate singular en favor de la emperatriz de Alemania falsamente acusada de adulterio.
Muy probablemente es del XIII del tipo XII de la tipología de RE Oakeshott (empleada entre 1180 y el 1320). Antes llevaba una vaina de seda verde de la que sólo queda el Bocalan de plata dorada y con relieve de San Martín partiendo su capa en una cara y con la señal real de las cuatro barras en la otra.